# Liochthonius bifurcatus
Liochthonius bifurcatus är en kvalsterart som först beskrevs av Arthur P. Jacot 1936.  Liochthonius bifurcatus ingår i släktet Liochthonius och familjen Brachychthoniidae. Inga underarter finns listade i Catalogue of Life.